# 晚間電訊報 (丹地)
晚間電訊報（英語：Evening Telegraph）是一份蘇格蘭丹地的地區報章，當地人稱之為Tele，是信使報的姊妹報，同樣由DC湯姆生出版。
雖然晚間電訊報目前是由屬於民粹主義和保守主义的DC湯姆生擁有，但其創辦人約翰·倫是自由黨成員，後來更當選為国会议员。晚間電訊報的歷史版本能在英國報紙檔案館裡找到，以電子版本形式儲存，最早可追溯至1877年版本。

## 外報連結
- 官方网站